# Thanatus setiger
Thanatus setiger är en spindelart som först beskrevs av O. Pickard-Cambridge 1872.  Thanatus setiger ingår i släktet Thanatus och familjen snabblöparspindlar.
Artens utbredningsområde är Israel. Inga underarter finns listade i Catalogue of Life.